# سیارک ۸۳۰

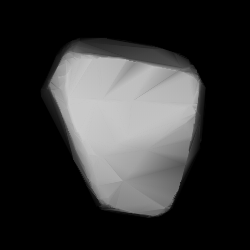
مدل سه‌بُعدی سیارک ۸۳۰ بر طبق منحنی نور آن

سیارک ۸۳۰ (به انگلیسی: 830 Petropolitana، نامگذاری:1916ZZ) هشتصد و سیمین سیارک کشف شده‌است که در ۲۵ اوت ۱۹۱۶ و در رصدخانه سایمیز کشف شد.
قدر مطلق سیارک برابر ۹٫۱۰ است.